# Aanslag in Magnanville op 13 juni 2016
De aanslag in Magnanville betreft de moord op 13 juni 2016 op de 42-jarige Franse politiecommissaris Jean-Baptiste Salvaing en zijn 36-jarige vrouw Jessica Schneider, die werkte op het Franse ministerie van Binnenlandse Zaken.
Op de avond van 13 juni was Salvaing in burger op weg naar huis in Magnanville. Toen hij thuis arriveerde werd hij buiten aangevallen door een man, die met een mes op hem instak. De commissaris vluchtte de straat op en wist een van een zijn buren te vragen het alarmnummer te bellen. De dader wist hem echter weer te pakken te krijgen en stak opnieuw op hem in. Salvaing overleed ter plekke. Hierna vluchtte de dader de woning binnen, waar hij de toegang barricadeerde. In de woning viel hij zijn tweede slachtoffer aan: Salvaings vrouw Jessica Schneider.
Rond middernacht waren er volgens ooggetuigen in de woning van de agent schoten en een explosie te horen. De speciale politie-eenheid RAID bestormde vervolgens de woning en schoot de dader dood. In de woning werd het levenloze lichaam van de vrouw van de agent gevonden. Volgens Franse media was haar keel doorgesneden. Hun driejarig zoontje bleef ongedeerd, maar verkeerde wel in shock.

## Dader
De dader, Larossi Abballa, was een bekende van de politie. De 25-jarige man was een Frans staatsburger van Marokkaanse afkomst uit het nabijgelegen Mantes-la-Jolie. Hij zwoer tijdens de aanslag trouw aan Islamitische Staat (IS) en was in 2013 veroordeeld tot drie jaar cel voor het ronselen van strijders voor de jihad in Afghanistan en Pakistan. Omdat hij van die drie jaar het grootste deel al in voorarrest had uitgezeten kwam hij in september 2013 al vrij. Eerder al was hij vervolgd voor diefstal en heling. Volgens ooggetuigen zou de dader tijdens deze aanslag Allahoe akbar ('Allah is groot') hebben geroepen. Het aan IS gelieerde persagentschap Amaq meldde dat een IS-strijder een aanval had uitgevoerd, maar officieel heeft IS de aanslag nog niet geclaimd.

## Facebook Live
Abballa toonde zijn daad vanuit het huis van de slachtoffers via de app Facebook Live in een twaalf minuten durend filmpje, waarin hij op een gegeven moment het driejarig zoontje van het koppel filmt en zegt: „Ik weet nog steeds niet wat ik met hem ga doen.” Hij dreigde ook met andere aanslagen. „We hebben voor u tijdens het EK nog andere verrassingen in petto”, zei hij. „Ik kan er niet meer over zeggen. Het EK wordt een kerkhof.” Op het door hem onder de naam Mohamed Ali geopende Facebook-profiel waren ook foto’s van de slachtoffers te zien. Die werden via Amaq opnieuw verspreid.